# Buttery Bootlegging

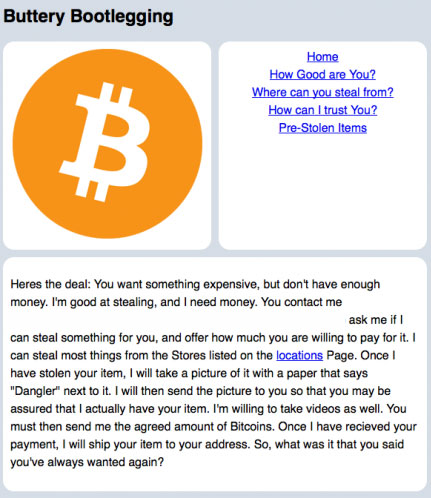
O site do Buttery Bootlegging

O Buttery Bootlegging é um site administrado pelo cleptomaníaco profissional "Dangler" que, por um preço negociado, roubará praticamente qualquer item de um diretório de lojas escolhidas a dedo e listadas em sua página. Basta enviar-lhe o produto que deseja, juntamente com a quantidade de Bitcoin você está disposto a pagar e Dangler irá adquirir o item. Uma vez adquirido, uma foto ou vídeo do item com a presença de um cartaz escrito "Dangler" será enviado como prova. Dangler também tem um inventário de coisas que está disposto a vender, devido a uma combinação de clientes que não realizaram o pagamento. O site tem boas avaliações e, por isso, é provavelmente confiável. No entanto, ainda é um serviço ilegal existente na Deep Web, [carece de fontes?]

## História
Apesar de o e-commerce na Deep Web só ter começado por volta de 2006, mercadorias ilícitas estavam entre os itens mais negociados na internet, quando no início de 1970 estudantes da Universidade de Stanford e do Instituto de Tecnologia de Massachusetts usaram o que era então chamado de ARPANET para coordenar a compra de cannabis. No final da década de 1980, grupos de notícias como alt.drugs se tornaria centros on-line de discussão sobre drogas, no entanto todos os negócios relacionados foram arranjados inteiramente entre indivíduos. Com o desenvolvimento e popularização da World Wide Web e do e-commerce na década de 1990, as ferramentas para discutir ou realizar transações ilícitas tornaram-se mais amplamente disponíveis. Um dos fóruns de drogas da web mais conhecidos, The Hive, lançado em 1997, proporcionava um fórum de compartilhamento de informações para a síntese de drogas e discussão jurídica. The Hive foi destaque no Dateline NBC, chamado Os Arquivos “X”, em 2001, trazendo o assunto para o discussão pública. A partir de 2003, o "Research Chemical Mailing List" (RCML) começou a discutir o seu fornecimento legal como uma alternativa para fóruns como alt.drugs.psychedelics. No entanto a Operação Web Tryp levou a uma série de paralisações do sites e detenções nesta área.
O The Farmer's Market foi lançado em 2006 e mudou-se para Tor em 2010. Ele foi fechado e vários operadores e utilizadores foram presos em abril de 2012, como resultado da operação "A bomba de Adão”, uma investigação de dois anos conduzida pelos DEA (Drug Enforcement Administration) dos Estados Unidos. Ele foi considerado um 'proto-Silk Road', mas o uso de serviços de pagamento, tais como PayPal e Western Union permitiram pela força da lei que seus pagamentos fossem rastreados, sendo posteriormente fechados pelo FBI em 2012.

## Deep Web
A Deep Web é considerada como um amplo mercado coberto pelo anonimato, uma condição que a torna atraente para a indústria dos cibercrimes, que está movendo seus negócios para uma região do espaço cibernético onde é realmente difícil de rastrear os vendedores, compradores ou qualquer que seja os produtos que eles negociam. A maioria presente na Deep Web sabe da possibilidade de adquirir armas, malwares e drogas em total segurança, evitando o controle da aplicação da lei e longe de qualquer tipo de limitações. Em vários marketplaces presentes na dark web é possível adquirir coisas ilegais, e a imprensa fez grande publicidade sobre este aspecto, que é o tipo de notícia que as pessoas gostam de ler. Um dos mais famosos marketplaces é, sem dúvida, o web site Silk Road, um mercado online onde a maioria dos produtos são derivados de atividades ilegais. Claro que não é o único, muitos outros mercados estão conseguindo abordar esses tipos de produtos terríveis como maconha, cocaína, anabolizantes, etc. A maioria das transações na Deep Web aceitam BitCoin como moeda para pagamentos, permitindo a compra de qualquer tipo de produtos que preservam o anonimato da transação e incentivando mais ainda o desenvolvimento do comércio de qualquer tipo de atividades ilegais. Se trata de um sistema autônomo que fortalece o exercício de atividades criminosas, assegurando o anonimato das transacções e a incapacitando o rastreamento de criminosos.

## Dark Web
A Dark Web é o conteúdo da World Wide Web que existe na Darknet, redes de sobreposição que utilizam a Internet pública, mas que necessitam de softwares específicos, configurações ou autorização para o acesso.  A Dark Web forma uma pequena parte da Deep Web. As darknets que constituem a Dark Web incluem redes  pequenas (friend-to-friend, peer-to-peer), bem como grandes redes populares como Freenet, I2P e Tor, operados por organizações públicas e particulares. Os usuários da Dark Web referem-se à web regular como Clearnet (rede limpa), devido à sua natureza não-criptografada. O Tor pode ser referido como Cebolândia, uma referência ao sufixo de domínio de nível superior de rede .onion (cebola) e da técnica de tráfego de anonimização de roteamento onion.

## Mercado Negro
O primeiro site de vendas a usar Tor e Bitcoin foi o Silk Road, fundada por Ross Ulbricht sob pseudônimo de "Dread Pirate Roberts" em fevereiro de 2011. Em junho de 2011, Gawker publicou um artigo sobre o site, o que levou a "Internet buzz" a um aumento no tráfego do site. Por sua vez, levou a uma pressão política do senador Chuck Schumer na DEA dos EUA e no Departamento de Justiça para desativá-lo, o que realmente aconteceu em outubro de 2013 após uma longa investigação. O uso do Silk Road pelo  Tor, bitcoin e sistemas de feedback iria definir o padrão para novos mercados darknet para os próximos anos. O desligamento foi descrito pelo site de notícias DeepDotWeb como "a melhor publicidade que mercados da darknet poderiam ter esperado", seguindo a proliferação de sites concorrentes causada e a previsão do The Guardian que outros iriam tomar conta do mercado que o Silk Road anteriormente havia dominado.
Os meses e anos após o encerramento do Silk Road seriam marcados por um grande aumento do número de mercados de curta duração, bem como seus encerramentos por  aplicação da lei, cortes, golpes e fechamentos voluntários.
Atlantis, o primeiro local a aceitar Litecoin além de Bitcoin, foi encerrado em setembro de 2013, pouco antes da invasão Silk Road, deixando apenas uma semana para os usuários retirarem todas as moedas. Em outubro de 2013 o Projeto Black Flag ficou em pânico, encerrou suas atividades e roubou os bitcoins de seus usuários logo após o encerramento do Silk Road. A popularidade do Black Market Reloaded aumentou drasticamente após o encerramento da Silk Road e do Sheep Marketplace no entanto, no final de Novembro de 2013, o proprietário do Black Market Reloaded anunciou que o site iria ser tirado do ar devido ao influxo incontrolável de novos clientes. O Sheep Marketplace, lançado em março de 2013, foi um dos locais menos conhecidos para ganhar popularidade com o fechamento do Silk Road. Não muito tempo depois desses acontecimentos que cessaram a operação em dezembro de 2013, quando anunciou que estava fechando depois de dois homens da Florida roubaram US $ 6 milhões em bitcoins dos usuários.
Do final de 2013 até 2014, novos mercados começaram a surgir com regularidade, como o Silk Road 2.0, dirigida pelos ex-administradores do site Silk Road, bem como o site Agora. Tais lançamentos nem sempre foram um sucesso, em fevereiro de 2014, o mercado altamente antecipado com base no Black Market Reloaded, Utopia, foi aberto apenas para ser desativado 8 dias mais tarde na sequência das ações rápidas de aplicação da lei holandesa.
O mês de Novembro de 2014 abalou o ecossistema do mercado darknet, quando a Operação Onymous, executado pelo FBI e pela Agência Nacional de Crime do Reino Unido (National Crime Agency) levou à apreensão de 27 sites, incluindo o Silk Road 2.0 e 12 sites menores de fornecedores individuais. Em setembro de 2014, “Agora foi considerado como maior site, evitando a Operação Onymous e a partir de abril 2015 passou a ser o maior site global.
Em março de 2015, o site Evolution roubou bitcoins estimados em US $ 12 milhões.  O fechamento do  Evolution levou a uma redistribuição de usuários para o Black Bank e Agora. No entanto, o Black Bank, que a partir de abril de 2015 era responsável por 5% de itens do mercado darknet, anunciou em 18 de maio de 2015 o seu encerramento para "manutenção" antes de desaparecer em um esquema similar ao Evolution. Na sequência destes acontecimentos, comentaristas sugeriram a descentralização do mercado, como a OpenBazaar, a fim de proteger os compradores e vendedores deste risco no futuro, bem como um apoio mais generalizado de pagamentos via criptomoeda.
Em abril surgiu o TheRealDeal, o primeiro site de cyber-braços abertos para exploração de software, assim como medicamentos lançados para o interesse de especialistas em segurança. Em maio, ataques DDOS foram realizados contra diferentes sites, incluindo TheRealDeal. Os proprietários do site criaram um site de phishing para obter a senha do atacante e, posteriormente, revelou a colaboração entre o atacante e o administrador do site Mr Nice Guy, que também estava planejando dar golpe em seus usuários. Esta informação foi revelada ao site de notícias DeepDotWeb.
Em 31 de julho, a polícia italiana em conjunto com a Europol encerraram o Babylon, site da darknet italiana, apreendendo 11.000 bitcoins e 1 milhão de euros.
No final de agosto, o Agora anunciou o seu encerramento temporário iminente depois do relatar 'atividades suspeitas' em seu servidor, suspeitando de algum tipo de bug no Tor.
Desde outubro de 2015, AlphaBay é reconhecido como o maior site. A partir de então, até 2016, houve um período de estabilidade prolongada para os mercados, até que em abril, quando o grande site Nucleus entrou em colapso por razões desconhecidas.

## Buttery Bootlegging
Assim como visto anteriormente,  o mercado negro está cheio de produtos ilegais, mas e sobre as coisas mais triviais, como uma bolsa um novo telefone - coisas que você realmente quer, mas simplesmente não pode pagar? Bem, [carece de fontes?], mas se estas duas opções não a deixar satisfeita, ela pode realmente pagar a alguém da Deep Web para roubar pra ela.
Um homem conhecido como “Dangler" mantém um site na Deep Web, chamado Buttery Bootlegging. Na página inicial, ele explica o seu negócio em termos muito simples:
"Você quer algo caro, mas não tem dinheiro suficiente. Eu sou bom em roubar, e eu preciso de dinheiro."
Basicamente, tudo que precisa ser feito é enviar um e-mail para Dangler dizendo-lhe o que  quer e quanto se está disposto a pagar. Depois que ele rouba o item, ele enviará ao comprador uma foto do produto ao lado de um pedaço de papel com a palavra "Dangler". Daí então o comprador terá que transferir os Bitcoins para ele e ele irá postar o item para um endereço de sua escolha.
É um conceito simples, [carece de fontes?]
Os itens que Dangler rouba são principalmente itens de luxo de grandes lojas - eles são completamente desnecessários. Realmente vale a pena o risco? Deve valer para Dangler, e ainda afirma em seu site que ele às vezes rouba sem motivo.
[carece de fontes?], mercado que movimenta mais de meio milhão em receita todos os dias, sendo considerado por muitos uma grande indústria de fazer dinheiro.
Considerando que todo o tráfego da web é monitorado, o que leva milhões de pessoas a estarem preocupadas com sua privacidade, [carece de fontes?]